# Joseph Louis Gay-Lussac

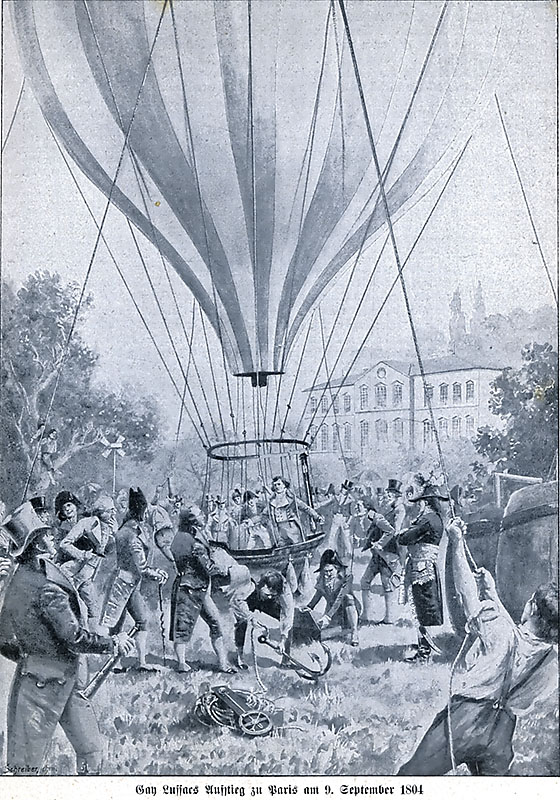
Gay-Lussacs andra ballongfärd.

Joseph Louis Gay-Lussac, född 6 december 1778 i Saint-Léonard-de-Noblat (Haute-Vienne), död 9 maj 1850 i Paris, var en fransk kemist och fysiker.
Gay-Lussac studerade i Paris vid École polytechnique 1797–1800, under vilken tid han gemensamt med Berthollet utförde sina första undersökningar. År 1808 blev han professor i fysik vid Faculté des sciences de Paris, 1809 i kemi vid École polytechnique och 1832 i allmän kemi vid Muséum national d'histoire naturelle. Efter 1830 var han flera gånger medlem av deputeradekammaren. År 1839 blev han pär. Han blev invald i många akademier och lärda samfund: Berlin, London, Sankt Petersburg, Edinburgh, Turin, Stockholm och Cambridge, Massachusetts.
Gay-Lussac var i anseende till mängden och den stora betydelsen av sina utförda arbeten en av sin tids främsta naturforskare. År 1804 gav Laplace honom vetenskapsakademins uppdrag att göra forskning på hög höjd in en ballong. Tillsammans med Biot åkte han 24 augusti till en höjd på 4000 meter, och 16 september steg han ensam upp till 7000 meter. Han fann att atmosfärens sammansättning inte berodde på höjd.
Hans gemensamt med Humboldt 1805 utförda undersökning över de volymförhållanden, i vilka syre och väte förenas till vattengas, var början till en serie forskningar över gasers föreningar, genom vilken Gay-Lussac uppdagade den enkla lagen att, när gasformiga ämnen förenas, står deras volymer i ett mycket enkelt förhållande till varandra och till den bildade föreningens volym (Gay-Lussacs lag). Därigenom fick Daltons atomteori ett mycket viktigt stöd, på samma gång som Gay-Lussac i fråga om gaser bevisade, vad Proust strax förut funnit vara fallet med övriga kemiska föreningar, nämligen att de ingås endast efter bestämda viktförhållanden. 
Gay-Lussac upptäckte även det viktiga förhållandet, att alla gaser utvidgas lika mycket för samma temperaturhöjning. Något tidigare hade dock Charles gjort samma rön. Dessa upptäckter ledde snart (1811) till antagandet, att alla gaser innehåller på lika volymer ett lika antal molekyler. Till klassiska arbeten inom kemin räknas Gay-Lussacs undersökning av jod (upptäckt 1812 av Courtois), hans forskning om klors oxidationstillstånd och om cyan 1815, varigenom man först blev bekant med en sammansatt radikal. Därigenom vanns ett av radikalteorins fastaste stöd. 
En stor mängd andra undersökningar utfördes även av Gay-Lussac, till exempel om jäsning och eterbildning. Viktiga för den tekniska kemin var Gay-Lussacs metoder att analysera krut, klorkalk, pottaska, soda och borax. Hans namn tillhör de 72 som är ingraverade på Eiffeltornet.

## Eftermäle
Nedslagskratern Gay-Lussac på månen och asteroiden 11969 Gay-Lussac är uppkallade efter honom.